# Felis bieti
Felis bieti este o specie de felide din genul Felis. Această felină cu constituție solidă este înzestrată cu o blană deasă de culoare brună până la cenușie deschisă cu semne neclare de culoare mai închisă. Numai labele anterioare, fața și coada prezintă dungi deslușite. Urechile au în vârf un smoc de păr închis la culoare. Este o felină solitară și nocturnă care vânează în mare parte mamifere mici precum iepuri fluierători și orbeți și care ziua se odihnește într-o vizuină.
Endemică în China, F. bieti trăiește în zona estică a Platoului Tibet, în prerii și zone arbustive⁠(fr)[traduceți] situate la altitudini cuprinse între 2.500 și 5.000 m, și evită deșerturile. Această felină considerată rară este protejată prin lege pe tot parcursul arealului său. Amenințările principale asupra acestei specii sunt campaniile de otrăvire a dăunătorilor, care reduc numărul prăzilor sale, și eventual comerțul cu blană⁠(fr)[traduceți]. Uniunea Internațională pentru Conservarea Naturii (IUCN) o clasifică drept specie vulnerabilă⁠(fr)[traduceți] (VU). F. bieti este foarte puțin studiată și se numără printre felinele cele mai puțin studiate de pe planetă.

## Descriere

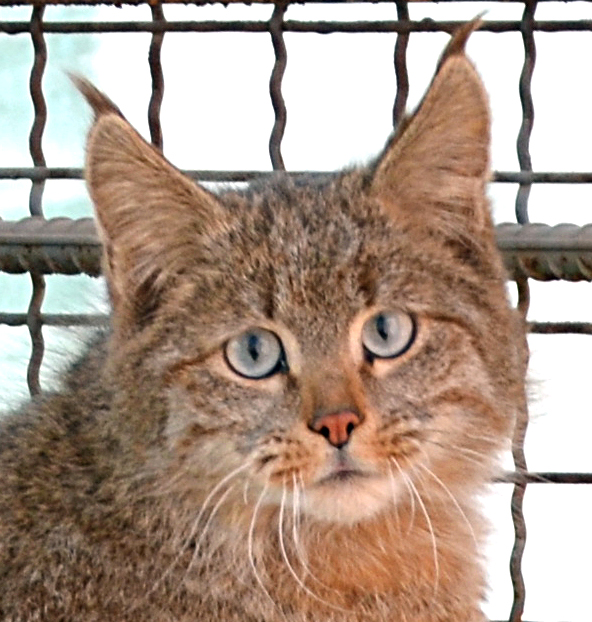
Chipul unui exemplar din specia F. bieti. Urechile au în vârf un smoc de păr închis la culoare. Două linii orizontale străbat obrajii.

F. bieti este mai mare decât o pisică domestică, măsurând în medie 115,7 cm în lungimea totală: lungimea capului plus cea a trunchiului este de 70 până la 85 cm, iar cea a cozii este de 29 până la 35 cm. Înălțimea până la greabăn este de 35 până la 45 cm. Masculul este mai mare decât femela. Greutatea medie este de 5,5 kg, recordul fiind deținut de un individ mascul ținut în captivitate care cântărea 9 kg.
Craniul speciei F. bieti se deosebește de cel al altor feline prin prezența unei creste mediale pe oasele basisfenoid și presfenoid și prin absența metaconidului de pe carnasierul⁠(fr)[traduceți] inferior m1. Bulele timpanice reprezintă 25 % din lungimea totală a craniului, aceasta fiind o caracteristică destul de dezvoltată caracteristică și altor feline ce trăiesc în zone aride precum pisica cu picioare negre (F. nigripes) sau pisica de deșert (F. margarita).
F. bieti este o felină cu o constituție puternică și solidă, cu labe scurte și o coadă groasă. Tălpile sunt acoperite de peri albi. Urechile de culoare cenușie-gălbuie sunt ascuțite și au în vârf un smoc de păr de culoare închisă sau roșie ce măsoară în jur de 2 cm până la vârf. Fiecare obraz este străbătut de două dungi orizontale de culoare brună, iar gâtul este înconjurat de un inel neclar. Blana foarte deasă este de culoare brună închisă vara și cenușie deschisă iarna, cu semne nedeslușite, ceea ce îi conferă un camuflaj excelent în mediul său natural. Părul lânos des este de culoare cenușie ca ardezia aproape de piele și maronie la vârfuri. Labele anterioare sunt străbătute de linii brune. Pe celelalte părți ale corpului, dungile de culoare brună deschisă sunt nedeslușite și imprecise. Depășind cu mult lungimea labei piciorului, coada foarte blănoasă este inelată cu cinci până la șase benzi negre și vârful acesteia este negru. Burta, pieptul și interiorul membrelor sunt de culoare crem sau cenușie deschisă.
În natură, F. bieti poate fi confundată cu Felis lybica ornata, manulul (Otocolobus manul) și râsul eurasiatic (Lynx lynx). Confundarea cu pisica domestică este la fel de frecventă. Cu toate acestea, F. l. ornata nu posedă smocuri auriculare și blana sa este mai scurtă și marcată distinctiv cu pete sau linii, pe când manulul este mai mic decât F. bieti, are o blană cenușie și o coadă mai scurtă ce nu prezintă inele, iar urechile sale nu au smocuri auriculare. Cât despre râsul eurasiatic, acesta este o felină de talie mult mai mare decât F. bieti și are o coadă mai scurtă.

## Comportament

### Alimentație
Vânător nocturn, F. bieti este în captivitate activă toată noaptea, iar în sălbăticie vânează în principal în zori și la crepuscul. Potrivit unei analiza a conținutului fecalelor, alimentația sa este formată în proporție de 90 % din mamifere mici. Prăzile acestei feline sunt orbetele, iepurele fluierător, șoarecele arvicolin⁠(fr)[traduceți], marmota, hamsterul și gerbilul și păsări precum potârnichea⁠(fr)[traduceți], fazanul⁠(fr)[traduceți] și ciocârlia. În Qinghai, printre prăzile mamifere vânate se numără Ochotona cansus, O. curzoniae, iepurele fluierător dauric (O. dauurica), șoarecele econom⁠(fr)[traduceți] (Alexandromys oeconomus) și iepurele de Himalaia (Lepus oiostolus).
Tehnica obișnuită de vânătoare constă dintr-o apropiere lentă și silențioasă urmată de un salt rapid pentru a apuca prada de ceafă și a îi frânge coloana vertebrală. Pentru orbeții care trăiesc în tuneluri, F. bieti analizează amplasarea galeriei subterane și urmărește cu ajutorul auzului mișcările prăzii pe care o dezgroapă repede înainte de a o ucide.

### Ciclu de viață
F. bieti este solitară exceptând în timpul perioadelor de împerechere. Perioada de reproducere este cuprinsă între ianuarie și martie. Durata gestației este necunoscută. În mai, femela naște în vizuină doi până la patru pui. Creșterea puilor este în întregime sarcina femelei. Independența este dobândită la vârsta de șapte până la opt luni. În timp ce adulții nu sunt vânați de alte animale, juvenilii pot fi uciși de lupi cenușii (Canis lupus) sau urși bruni (Ursus arctos).
Vizuina este în general situată într-un tunel ce poate măsura până la cinci metri în lungime pe o pantă orientată către sud, într-o zonă ce abundă de rozătoare. Atât masculii, cât și femelele folosesc o vizuină pentru a se odihni ziua, însă cea a femelei este în general mai adâncă și protejată mai bine și nu este prevăzută decât cu o singură intrare. Au fost descoperite de către cercetători patru vizuini folosite pentru creșterea puilor: acestea erau căptușite cu pene, fire de păr și oase mici de iepuri propriu-ziși și marmote.

## Corologie

### Habitat și areal de răspândire
F. bieti se găsește la altitudini cuprinse între 2.500 și 5.000 m. În anii 1990 au fost descoperite șase vizuini la altitudini cuprinse între 3.000 și 3.600 m. Habitatul acestei feline prezintă condiții printre cele mai dificile din lume: verile fierbinți sunt urmate de ierni foarte aspre, iar tot anul bat vânturi uscate. Felina se găsește cel mai adesea în prerii și zone arbustive alpine⁠(fr)[traduceți]. Poate eventual să trăiască la marginile pădurilor de conifere și în stepă, însă evită deșertul. În 2007, primele fotografii în natură au fost făcute la altitudinea de 3.570 de metri, în prerii vălurite și zone arbustive montane.
F. bieti este o specie endemică în China, de astfel arealul de răspândire acoperind partea de la nord-est de Platoul Tibet, între latitudinile nordice de 30° și 38°. Această felină se găsește în principal în provincia Qinghai, în nord-vestul Sichuanului și poate și în sudul Gansului. Totodată, mărturii îndoielnice au situat habitatul acestei feline în păduri de bambus unde trăiesc panda mari sau în păduri alpine de conifere și de foioase unde se găsește maimuța cârnă aurie⁠(fr)[traduceți]. Majoritatea „observațiilor” de F. bieti se bazează pe prezența pieilor de vânzare la piețe, a căror origine este incertă.
F. bieti este în general considerată a fi rară: efectivul este probabil mai mic de 10.000 de indivizi maturi, arealul de răspândire este fără îndoială fragmentat, iar populațiile acestei feline sunt considerate a fi în declin.

### Amenințări asupra speciei
Specia este amenințată de încercările de exterminare a dăunătorilor, mai ales a iepurilor fluierători considerați a fi prada sa principală. Între 1958 și 1978 au fost organizate de către guvernul chinez campanii de otrăvire în masă a iepurilor fluierători. Între anii 1950 și finele anilor 1990, 280.000 km² din provincia Qinghai au fost tratați cu rodenticide. Din anii 1970 până în anii 1980, fosfura de zinc a fost folosită frecvent, după care între anii 1980 și 1990, aceasta a fost înlocuită de bromadiolonă⁠(fr)[traduceți], cumatetralil⁠(fr)[traduceți], difenadionă și clorofacinonă⁠(fr)[traduceți]. Utilizarea acestor pesticide a redus numărul prăzilor speciei F. bieti, însă are totodată efecte asupra mediului înconjurător și mai ales asupra prădătorilor cu riscul bioacumulării. În timp ce exterminările în masă ale iepurilor fluierători au încetat în anii 1990, menținerea sub control a dăunătorilor prin otrăvire încă este practicată la nivel local de-a lungul arealului de răspândire al speciei F. bieti.
Blănuri de F. bieti au fost de asemenea semnalate în piețe locale. În 1980 au fost luate în Sichuan treizeci de piei de la braconieri, iar în 1986, George Schaller a observat șaisprezece piei de vânzare în piețele din Lingxia în provincia Gansu. Piei și geci din F. bieti sunt confiscate de către autoritățile chineze de la începutul anilor 2000 încoace în județele⁠(fr)[traduceți] Songpan⁠(fr)[traduceți] și Jiuzhaigou⁠(fr)[traduceți] din Sichuan. Este probabil să nu fie vorba de un comerț în mod specific cu piei de F. bieti, ci mai degrabă de confundări consecutive cu F. lybica ornata din cauza asemănării cu aceasta: blana speciei F. bieti este considerată de un slab interes comercial.

### Legislație
Începând din 2002, Uniunea Internațională pentru Conservarea Naturii consideră F. bieti drept vulnerabilă⁠(fr)[traduceți]. Legea chinezească clasifică specia drept animal rar, în categoria II. Este o specie protejată de legislația chinezească, comerțul și vânătoarea fiind interzise. F. bieti este clasată în anexa II a CITES și în anexa B a reglementării europene, ceea ce înseamnă că comerțul cu întregul animal sau părți din acesta este supus obținerii de permis. A fost făcută o cerere pentru reclasificarea în anexa I, fără succes.

### Creștere conservatoare
Primul exemplar ținut în captivitate a fost un mascul adult de la Grădina Zoologică din Beijing⁠(fr)[traduceți] din 1974 până în 1978. În 1986, populația captivă era de patru până la cinci indivizi și în anii 2000 de zece indivizi. Tentativele de reproducere în captivitate, toate desfășurate de Grădina Zoologică din Xining⁠(fr)[traduceți], au fost sortite eșecului: femelele ucid puii la cea mai mică perturbare.

## Taxonomie

### Istoricul clasificării
Primele exemplare trimise Muzeului Național de Istorie Naturală din Paris sunt două piei obținute de la o piață de blănuri din Sichuan în cadrul expediției în Tibet a lui Gabriel Bonvalot⁠(fr)[traduceți] și prințului Henri d'Orléans⁠(fr)[traduceți] din 1889. Specia a fost descrisă pornind de la aceste piei sub denumirea Felis bieti de către Alphonse Milne-Edwards⁠(fr)[traduceți] în 1892 în cadrul lucrării Revue générale des sciences pures et appliquées.
Inițial, F. bieti a fost clasificată drept specie pe baza ipotezei că această felină este strâns înrudită cu pisica sălbatică (Felis silvestris) și pisica de stuf (F. chaus) datorită morfologiei sale foarte asemănătoare. Au fost propuse două subspecii: F. b. chutuchta și F. b. vellerosa. F. b. chutuchta a fost descrisă de Alekseï Bialynitski-Biroulia⁠(fr)[traduceți] în 1917 drept specie nouă pe baza unui exemplar colectat de Koslov. Holotipul a fost descris ca provenind din Mongolia Interioară cu toate că provine din provincia Ningxia. Prezența speciei F. bieti în aceste provincii nu a putut fi confirmată și cercetări anterioare consideră holotipul ca fiind unul de Felis lybica ornata. F. b. vellerosa a fost descrisă de Reginald Innes Pocock⁠(en)[traduceți] în 1943 pornind de la o piele de la Muzeul de Istorie Naturală din Londra colectată în provincia Shaanxi, care a fost mai târziu identificată ca fiind a unei pisici domestice.
Taxonomia speciei F. bieti a fost dezbătută de-a lungul timpului. Cercetări genetice publicate în 2007 sugerează că este o subspecie a pisicii sălbatice cu denumirea științifică Felis silvestris bieti. Din contră, comparații morfologice realizate în 2009 o clasifică ca specie, Felis bieti. Au fost necesare cercetări complementare pentru a stabili taxonomia acestei feline. Este recunoscută drept specie validă⁠(en)[traduceți] din 2017 încoace, căci este morfologic diferită de pisicile sălbatice.

### Istorie evolutivă
În 2006, analize filogenetice efectuate asupra cromozomilor sexuali și ADN-ului mitocondrial ale tuturor speciilor de feline, combinate cu cercetări paleontologice, au dezvăluit că felinele s-au despărțit în opt descendențe distincte. Descendența pisicii domestice, alcătuită din toate felinele din genul Felis, este ultima descendență care s-a despărțit, acum în jur de 3,4 milioane de ani⁠(fr)[traduceți], în Pliocen, în deșerturile și pădurile dese din bazinul mediteran.
Datele despre fosile care au legătură cu felinele sunt destul de rare. Baza⁠(en)[traduceți] descendenței pisicii sălbatice este probabil Felis lunensis⁠(fr)[traduceți], ale cărei fosile dintr-un zăcământ din Toscana au fost datate ca fiind din Villafranchianul târziu⁠(fr)[traduceți]. Au fost descoperite forme intermediare dintre F. lunensis și F. silvestris în zăcăminte din Pleistocen, mai ales în Petralona⁠(en)[traduceți] din Grecia.
Modelul genetic considera pisica sălbatică a fi o specie politipică cu cinci până la șase subspecii, în funcție de statutul acordat pisicii domestice: F. silvestris silvestris, Felis silvestris cafra, Felis silvestris ornata, F. s. bieti, F. s. lybica și pisica domestică (F. s. catus). Conform acestui model, punctul de divergență al subspeciilor pisicii sălbatice a fost estimat la acum 230.000 de ani. F. s. bieti ar fi strâns înrudită cu F. s. ornata.
Modelul morfologic împarte populațiile în trei specii: Felis bieti, pisica sălbatică europeană (Felis silvestris) și pisica sălbatică africană (Felis lybica); F. s. cafra și F. s. ornata devenind subspecii ale pisicii sălbatice africane (cu denumirile Felis lybica cafra, respectiv Felis lybica ornata).

## În cultură

### Denumire
Denumiri vernaculare și denumirea științifică sunt dedicate lui Félix Biet⁠(fr)[traduceți], director de misiuni franceze în China. Denumirea științifică este Felis bieti; lucrarea Mammal Species of the World enumeră două sinonime, Felis pallida și F. subpallida. Numeroase denumiri vernaculare se pot traduce drept „pisică de deșert” sau „pisică a deșerturilor”, însă această denumire este inexactă din punct de vedere ecologic deoarece F. bieti populează stepe și zone tufoase.
În franceză, F. bieti este cunoscută sub numele de „chat de Biet”, „chat de Monseigneur Biet”, „chat de Mongolie”, „chat de Gobi” și „chat des déserts de Chine”. Totuși, Uniunea Internațională pentru Conservarea Naturii (IUCN) și CITES nu enumeră decât termenul „chat de Biet”.
În engleză, această felină are numeroase denumiri vernaculare conform IUCN: „Chinese desert cat”, „grass cat”, „Chinese mountain cat”, „Chinese steppe cat”, „Chinese alpine steppe cat” și „pale desert cat”, cu referire la culoarea sa deschisă. Denumirea „grass cat” – literalmente „pisică de iarbă” – este dată de către ciobanii de pe platourile tibetane cu referire la blana felinei, care se confundă cu ierburile uscate. Denumirea vernaculară este „Graukatze” în germană (literalmente „pisică cenușie”), iar în spaniolă, „gato de Biet” și „gato del desierto de China”.
Termenii chinezești sunt 漠貓, mo mao, 荒漠貓, huang mo mao, și 草猞猁, cao shihli. Acest ultim termen, care înseamnă „pisică de iarbă”, este folosit de către comercianții chinezi de blană ca o aluzie la habitatul natural al felinei. Prin alte limbi regionale, F. bieti este numită shel misigi în kazahă și qel müshüki în uigură.

### Necunoaștere
F. bieti este una dintre cele mai puțin cunoscute și studiate feline de pe planetă. Oamenii de știință chinezi nu cunosc mai deloc această felină cu toate că aceasta este endemică în țara lor, iar anumite exemplare deținute în instituții chineze sunt slab identificate. Terry Townshend a raportat pe blogul său că un doctorand chinez care își dorea să folosească F. bieti drept subiect al doctoratului a fost sfătuit de către îndrumătorul său să schimbe subiectul, fiindcă această felină este mult prea puțin cunoscută pentru a permite o teză și ar fi mai bine să studieze alt mamifer. Vânătorii sunt rareori capabili să recunoască această felină și numai vânătorii de blănuri știu să facă diferența. Literatura locală abundă de erori și de confundări cu manulul (Otocolobus manul) sau Felis lybica ornata sau chiar și cu râsul eurasiatic (Lynx lynx), iar arealul de răspândire este adeseori supraestimat cu mult.
Muzeele nu dispun decât de vreo douăzeci de piei și de câteva cranii. Prima fotografie în natură a fost realizată datorită camerelor foto capcane⁠(fr)[traduceți] din Sichuan în mai 2007. În 2018, o cameră foto capcană amplasată de ShanShui Conservation Center a permis realizarea de noi fotografii și a unui clip cu o mamă și cei doi pui ai ei în apropiere de Yushu⁠(en)[traduceți]. În China, exemplarele care trăiesc deținute în grădini zoologice sunt de asemenea rare. Rarele informații de pe teren disponibile au fost strânse în cea mai mare parte de către omul de știință chinez Liao Yanfa, în timpul colectării de către echipele grădinii zoologice din Xining a 34 de indivizi între 1973 și 1985.